# Béatrice devant le désir
Pour plus de détails, voir Fiche technique et Distribution.
Béatrice devant le désir est un film français réalisé par Jean de Marguenat, sorti en 1944.
Cette comédie dramatique est une adaptation  du roman de Pierre Frondaie, publié en 1930 chez Plon, dans la collection « Bibliothèque reliée ».

## Synopsis
La passion tardive et révoltante d'un chirurgien célèbre pour une jeune orpheline qu'il a naguère recueillie. Il va jusqu'à la déshonorer pour empêcher son mariage avec un jeune homme qu'elle aime, qu'elle finira cependant par épouser. La jeune fille elle-même n'est pas sans reproches ; l'amour d'une mère lui a manqué : dans cette épreuve, elle n'a pas le sens de la dignité féminine.

## Fiche technique
- Titre : Béatrice devant le désir[1]
- Réalisation : Jean de Marguenat
- Scénario : D'après un roman de Pierre Frondaie
- Dialogues : Charles de Peyret-Chappuis
- Photographie : Fred Langenfeld
- Montage : Raymond Louveau
- Musique : Mario Cazes, Georges Van Parys, André Sablon
- Décor : Georges Wakhévitch
- Décor plateau : Henri Morin
- Photographe de plateau : Léo Mirkine
- Lieux de tournage : Studios de Saint-Laurent-du-Var[2]
- Producteurs : Georges Maurer, Jacques Sicre
- Société de production : Société cinématographique méditerranéenne de production (CIMEP)
- Pays de production :  France
- Format : Noir et blanc — 35 mm — 1,37:1 — Son : Mono
- Genre : Comédie dramatique
- Durée : 97 minutes (1 h 37)
- Date de sortie : 
  - France : 8 mars 1944

## Distribution
- Fernand Ledoux : le docteur Mauléon
- Jules Berry : Richelière
- Renée Faure : Béatrice
- Robert Pizani : Alfred
- Mario Cazes : le violoniste
- Simone Signoret : Liliane Moraccini
- Gérard Landry : José
- Thérèse Dorny : tante Hermance
- Jacques Berthier : Jacques Richelière
- Marie Carlot : Paula
- Jean Barrère
- Henry Bonvallet : le docteur Lemonsquier
- Georges Gosset
- Lucy Lancy : Gaby
- Liliane Lonville
- Emma Lyonel : Madame Dourthe
- Jean-Jacques Lécot
- Marfisa : La chanteuse
- Marguerite Mayanne : Madame de Saint-Savin
- Marcelle Naudia : la baronne
- Suzy Pierson : Madame de Wallée
- Jacques Sablon
- Maud Saintange
- Georges Térof : Machonneau